# Попович, Александар (австралийский футболист)
Александар Попович (англ. Alexandar Popović; род. 7 сентября 2002, Аделаида) — австралийский футболист, защитник клуба «Кванджу».

## Клубная карьера
Попович — воспитанник клуба «Аделаида Юнайтед». 16 марта 2022 года в матче против «Уэстерн Сидней Уондерерс» он дебютировал в A-Лиге. 19 февраля 2023 года в поединке против «Уэстерн Сидней Уондерерс» Александар забил свой первый гол за «Аделаиду Юнайтед». В начале 2024 года Попович перешёл в южнокорейский «Кванджу». 2 марта в матче против «Сеула» он дебютировал в K-Лиге. 

## Международная карьера
ВВ 2024 году в составе олимпийской сборной Австралии Попович принял участие в молодёжном чемпионате Азии в Катаре. На турнире он сыграл в матче против команды Иордана, Индонезии и Катара.